# Paso Estrecho
Paso Estrecho (spanisch für Enger Pass) ist ein Passweg auf Meereshöhe am nördlichen Ausläufer der Livingston-Insel im Archipel der Südlichen Shetlandinseln. Am Kap Shirreff, dem nördlichen Ende der Johannes-Paul-II.-Halbinsel, verbindet er den Punta Nacella im Westen mit dem Half Moon Beach im Osten.
Wissenschaftler der Chilenischen Antarktisexpedition (1990–1991) benannten ihn deskriptiv.